# Love Too Much
Love Too Much is een nummer van de Britse band Keane uit 2019. Het is de tweede single van hun vijfde studioalbum Cause and Effect.
Ondanks dat het nummer, afgezien van Wallonië, nergens hitlijsten wist te behalen, werd het wel een klein radiohitje in Nederland.